# Aderus viani
Aderus viani es una especie de coleóptero de la familia Aderidae. Fue descrita científicamente por Maurice Pic en 1938.

## Distribución geográfica
Habita en Argentina.